# アロンの杖
アロンの杖（アロンのつえ、英語: Aaron's rod）は、『旧約聖書』の『出エジプト記』に登場するモーセがイスラエルの神から授かり、モーセの兄アロンが使っていたとされる不思議な杖。

## 概要
『旧約聖書』の『民数記』によるとモーセは神から、ユダヤ人の族長一人に一本ずつ、計12本の杖を集めるよう言い渡された。神が選んだ人の杖は芽吹き、その杖を持つ人はイスラエルの指導者となると告げられたので、モーセはアロンの杖を含む12本の杖を集め、それぞれに名前を書き、あかしの天幕の中の箱の前に置いた。
翌日、モーセがあかしの天幕に入ると、モーセの兄アロンの杖が芽をふき、つぼみを出し、花をつけ、アーモンドの実を結んでいた。
『出エジプト記』によれば、アロンの杖はエジプトで9つ（10）の災いを起した。時に蛇に姿を変え、触れた水を血に変え魚を死に至らしめ、蛙の大群を出現させ、ブヨやアブを大量発生させ、疫病を流行らせ、雹を降らせ、イナゴの大群を発生させた。これらは主にモーセ達ユダヤ人と対立したエジプトの王に対する反抗として成され、モーセとアロンがエジプト王朝と国全体の国力を徐々に弱体化させ、エジプト王を懲らしめたという描写がされている。
また、ユダヤ人のエジプト脱出時に、モーセが杖を掲げると紅海が割れ道を開き、追ってきたエジプトの軍隊を海に飲み込んだり、砂漠に水を湧かせ民を救うなど幾多の奇跡を起こした杖と同じものとされる。